# Dorylaimus helveticus
Dorylaimus helveticus är en rundmaskart som beskrevs av Steiner 1919. Dorylaimus helveticus ingår i släktet Dorylaimus och familjen Dorylaimidae. Inga underarter finns listade i Catalogue of Life.